# 은척초등학교 무릉분교
은척초등학교 무릉분교는 대한민국 경상북도 상주시에 있는 공립 초등학교이다.

## 연혁
- 1949년 10월 6일 무릉공립국민학교 개교
- 1994년 9월 1일 은척국민학교 무릉분교 격하
- 1996년 3월 1일 은척초등학교 무릉분교로 개칭